# Gmina Bedekovčina
Gmina Bedekovčina (chorw. Općina Bedekovčina) – gmina w Chorwacji, w żupanii krapińsko-zagorskiej. W 2011 roku liczyła 8041 mieszkańców.